# V448 Carinae
V448 Carinae eller HD 49877, är en ensam stjärna i norra delen av stjärnbilden Kölen. Den har en högsta skenbar magnitud av ca 5,60 och är svagt synlig för blotta ögat där ljusföroreningar ej förekommer. Baserat på parallax enligt Gaia Data Release 2 på ca 4,8 mas, beräknas den befinna sig på ett avstånd på ca 680 ljusår (ca 208 parsek) från solen. Den rör sig bort från solen med en heliocentrisk radialhastighet på ca 26 km/s.

## Egenskaper
V448 Carinae är en orange till gul jättestjärna av spektralklass K5 III, som har förbrukat förrådet av väte i dess kärna och utvecklats bort från huvudserien. Den har en massa som är ca 1,7 solmassa, en radie som är ca 51 solradier och har ca 582 gånger solens utstrålning av energi från dess fotosfär vid en effektiv temperatur av ca 4 000 K.

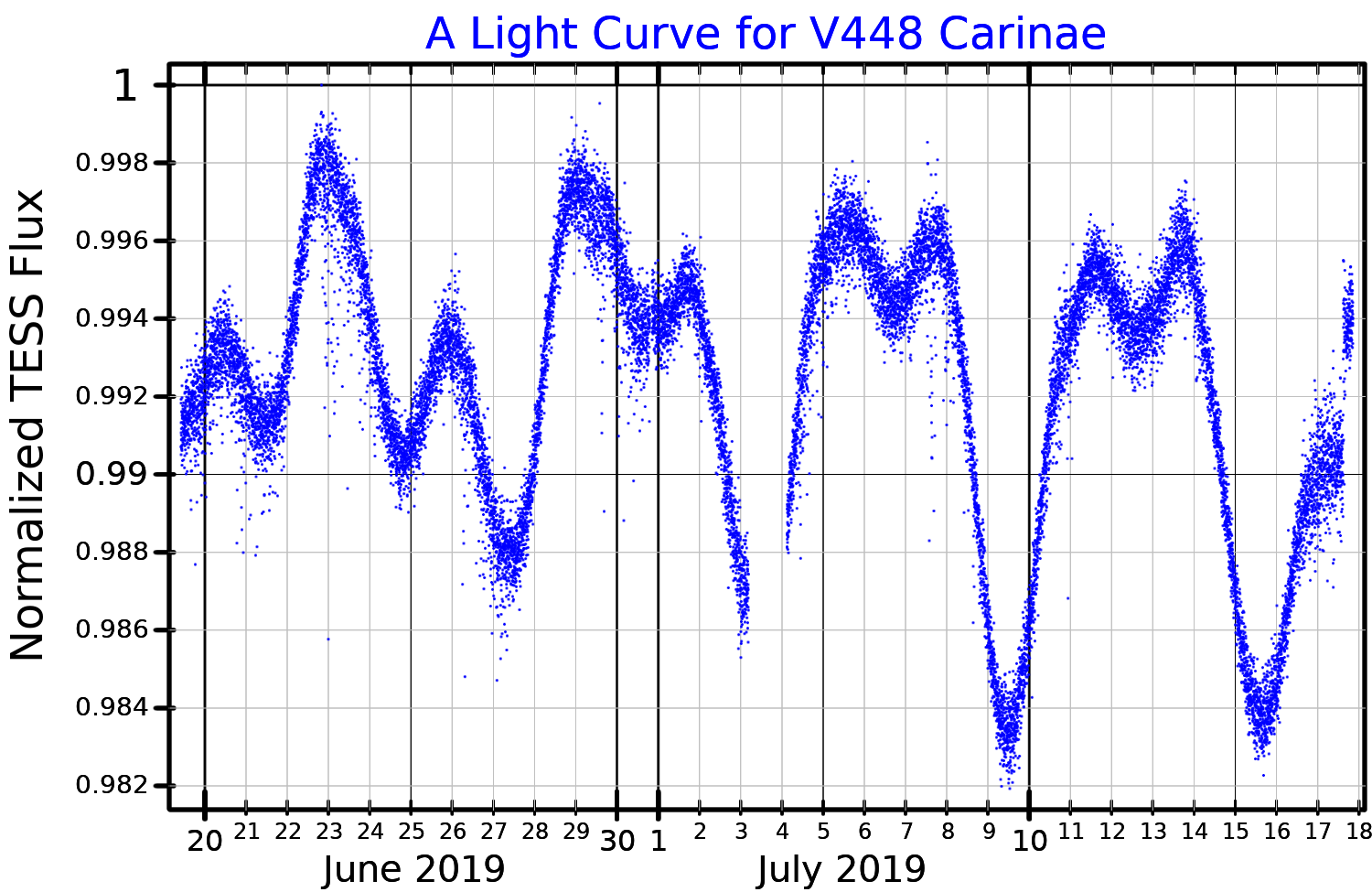
Ljuskurva för V448 Carinae, plottad från TESS-data.

## Variation
448 Carinae klassificeras som en trolig halvregelbunden variabel stjärna med en undertyp av SRd och en ljusstyrka som varierar från skenbar magnitud 5,66 ner till 5,86 med en period av 56,5 dygn.